# ووادیسواف دانیوفسکی
ووادیسواف دانیوفسکی (لهستانی: Władysław Daniłowski؛ تلفظ لهستانی: [vwaˈdɨswaf]؛ ۲۶ آوریل ۱۹۰۲ – ۴ مارس ۲۰۰۰) آهنگساز، نوازنده پیانو، خواننده و دیپلمات لهستانی-آمریکایی بود.
وی یکی از پیشگامان سبک جاز و تانگو در لهستان بود و برای نخستین فیلم صدادار لهستان، موسیقی متن نوشت و بعدها بابت فعالیت‌های حرفه‌ای‌اش، از رئیس‌جمهور وقتِ این کشور «ایگناتسی موچیتسکی»، «صلیب لیاقت» دریافت نمود.
او یکی از بزرگترین ترویج‌دهندگان رقص و موسیقی پولکا در ایالات متحده آمریکا محسوب می‌شود.